# Lagarto Futebol Clube
Lagarto Futebol Clube, mais conhecido como Lagarto, é um clube poliesportivo brasileiro da cidade de Lagarto, Sergipe, fundado no ano em 20 de abril de 2009. Por ter sido fundado com o nome Lagarto após a decadência dos clubes anteriores, muitos confundem as histórias dos clubes, herdando as cores e a sede social e de ter como seu mascote o Lagarto, o Lagarto é conhecido em Sergipe como Lagarto do interior. Em todas as pesquisas já realizadas, a torcida do Lagarto está entre as maiores de Sergipe. Sua sede administrativa é localizada no centro e o clube está projetando seu novo CT (Centro de Treinamento), na imediações da cidade.
Apesar do futebol ser sua principal atividade, o Lagarto também destaca-se na prática do Futsal, sendo atualmente o principal clube do estado, tendo conquistando o maior feito em 2012, ao sagrar-se campeão nordestino da categoria diante do Alto Santo do Ceará. No mesmo ano o clube ainda conquistou o estadual de futsal ao bater o Itaporanga na final, e é o atual campeão da Copa TV Sergipe de 2017 ao bater o Aracaju Futsal na final.
Seu maior rival desde o início do clube é a Associação Olímpica de Itabaiana, no qual ambos protagonizam o famoso Clássico dos Matutos herdado após a decadência do Lagartense. O clássico costuma levar os maiores públicos no interior do estado, sendo assim o 4º maior clássico do estado e o 1º do interior em termos de público e amplitude.
O Lagarto disputou pela primeira vez a Copa do Brasil de 2014. Manda seus jogos no Estádio Paulo Barreto de Menezes.

## História
No seu ano de nascimento o clube, quando disputou a Série A2 do Campeonato Sergipano, chegou muito próximo de subir para a primeira divisão. No entanto, na segunda fase da competição foi derrotado nas semifinais pelo então clube ascendente do futebol sergipano: o River Plate de Carmópolis.
O Ano de 2012, primeiro na elite do futebol estadual, foi de grande dificuldade para a equipe: tinha como Treinador: Givanildo Sales, Preparador Físico: Anderson Flávio, Preparador Físico: Francisco, Treinador de Goleiro: Rodrigo, Massagista: Carrasco. O time surpreendeu e evitou o rebaixamento naquele ano. Este fato contribuiu para que o referido comandante técnico ganhasse respeito e plena projeção em âmbito estadual. No ano seguinte, isto é, em 2013 Givanildo foi contratado pelo tradicional Club Sportivo Sergipe e conquistou a confiança dos locais com a aquisição da taça após anos de espera pelos torcedores da referida equipe.
Da mesma forma, a campanha vitoriosa do técnico forasteiro do ano seguinte Fernando Dourado reservou-lhe reconhecimento em âmbito nacional ao passar a ser preterido por clubes de maior estatura.
No corrente ano de 2014 o clube aposta novamente na fórmula de um comandante vindo de outras terras: trata-se do antigo jogador do Bahia e hoje técnico Uéslei Silva. Desta vez, no entanto, tem sido realizado planejamento antecipado no que concerne o condicionamento físico dos atletas e no trabalho de estabelecimento de verdadeiro espírito de equipe. Tais características têm se tornado uma tradição e deve ser  analisada concomitantemente à demanda por melhorias na qualidade e estrutura que o clube deva apresentar aos seus comandantes e que seja condizente com a capacidade que a cidade de Lagarto deva representar potencialmente como importância enquanto praça desportiva ao estado de Sergipe.
Assim é que no corrente ano de 2014 o time originário do jogador internacionalmente reconhecido Diego Costa se apresentará para a principal competição de sua história, a Copa do Brasil de Futebol de 2014. 

### Copa do Brasil 2014
Em 2014 o Lagarto partiu para mais um feito na sua história, primeira participação na Copa do Brasil. O clube fez dois grandes jogos mas não conseguiu classificar-se para terceira fase, tendo enfrentado o Santa Cruz com grande representação nacional.
A primeira partida ocorreu no atual Mendonção em Itabaiana, porque o Estádio Paulo Barreto de Menezes estavam com suas arquibancadas em péssimas condições estruturais. No primeiro jogo o Lagarto perdeu por placar mínimo diante de 142 torcedores, na segunda partida jogado no Aflitos em Recife com portões fechados, o alviverde sergipano perdeu de 3 á 1, o gol do Lagarto foi marcado por Jussimar aos  69', sendo assim eliminado na Primeira Fase.
O ano de 2018 se inicia com grande expectativa para o clube, tendo o apoio administrativo e financeiro do jogador internacional Diego Costa. Através de um planejamento criterioso uma ótima estrutura foi montada, dando condições para que o elenco trabalhe com qualidade e consiga alcançar os objetivos na temporada, que é a Campeonato sergipano do titulo do campeonato sergipano, fazendo com que o calendário de 2019 seja complementado por competições a nível nacional, colocando o Lagarto Futebol Clube definitivamente como um dos destaques do futebol nordestino e brasileiro.
No ano de 2021 o Lagarto consegue o vice-campeonato do Campeonato Sergipano de Futebol conseguindo assim a classificação inédita para o Campeonato Brasileiro de Futebol - Série D  de 2022 e para Copa do Brasil de Futebol de 2022 pela terceira vez em sua história.

## Elenco atual
. 

## Títulos

### Categoria de Base
- Campeonato Sergipano de Futebol Juniores (Sub-20): (2021)

## Estatísticas

### Participações
|  | Participações em 2025 |

| Competição | Competição           | Temporadas | Melhor campanha     | Estreia | Última | P | R |
| Sergipe    | Campeonato Sergipano | 14         | Vice-campeão (2021) | 2012    | 2025   |   | – |
| Sergipe    | Série A2             | 3          | Vice-campeão (2011) | 2009    | 2011   | 1 |   |
| Sergipe    | Copa Governador      | 3          | Semifinal (2013)    | 2013    | 2025   |   |   |
|            | Copa do Nordeste     | 1          | 1ª fase (2022)      | 2022    | 2022   |   |   |
| Brasil     | Série D              | 2          | 9° colocado (2022)  | 2022    | 2025   | – |   |
| Brasil     | Copa do Brasil       | 3          | 2ª fase (2020)      | 2014    | 2022   |   |   |